# Enicospilus watshami
Enicospilus watshami är en stekelart som beskrevs av Ian D. Gauld 1982. Enicospilus watshami ingår i släktet Enicospilus och familjen brokparasitsteklar. Inga underarter finns listade i Catalogue of Life.